# Тику (Клуж)
Тику (рум. Ticu) насеље је у Румунији у округу Клуж у општини Агирешу. Oпштина се налази на надморској висини од 402 m.

## Становништво
Према подацима из 2002. године у насељу је живело 82 становника, од којих су сви румунске националности.